# Puente del Diablo (Céret)
El puente del Diablo (del catalán: pont del Diable) o puente Viejo de Ceret es un antiguo puente medieval de piedra de arco único que data del siglo XIV (entre 1321 y 1341). Se encuentra en la ciudad de Céret (en el Vallespir, Francia). Pasa sobre el río Tec. El puente tiene una luz de 45,45 m, siendo así el de mayor vano del mundo entre 1341 y 1356. La altura en la parte superior del arco es de 22,3 m. La leyenda local dice que la piedra que le falta al puente habría sido robada por el diablo.

## Historia

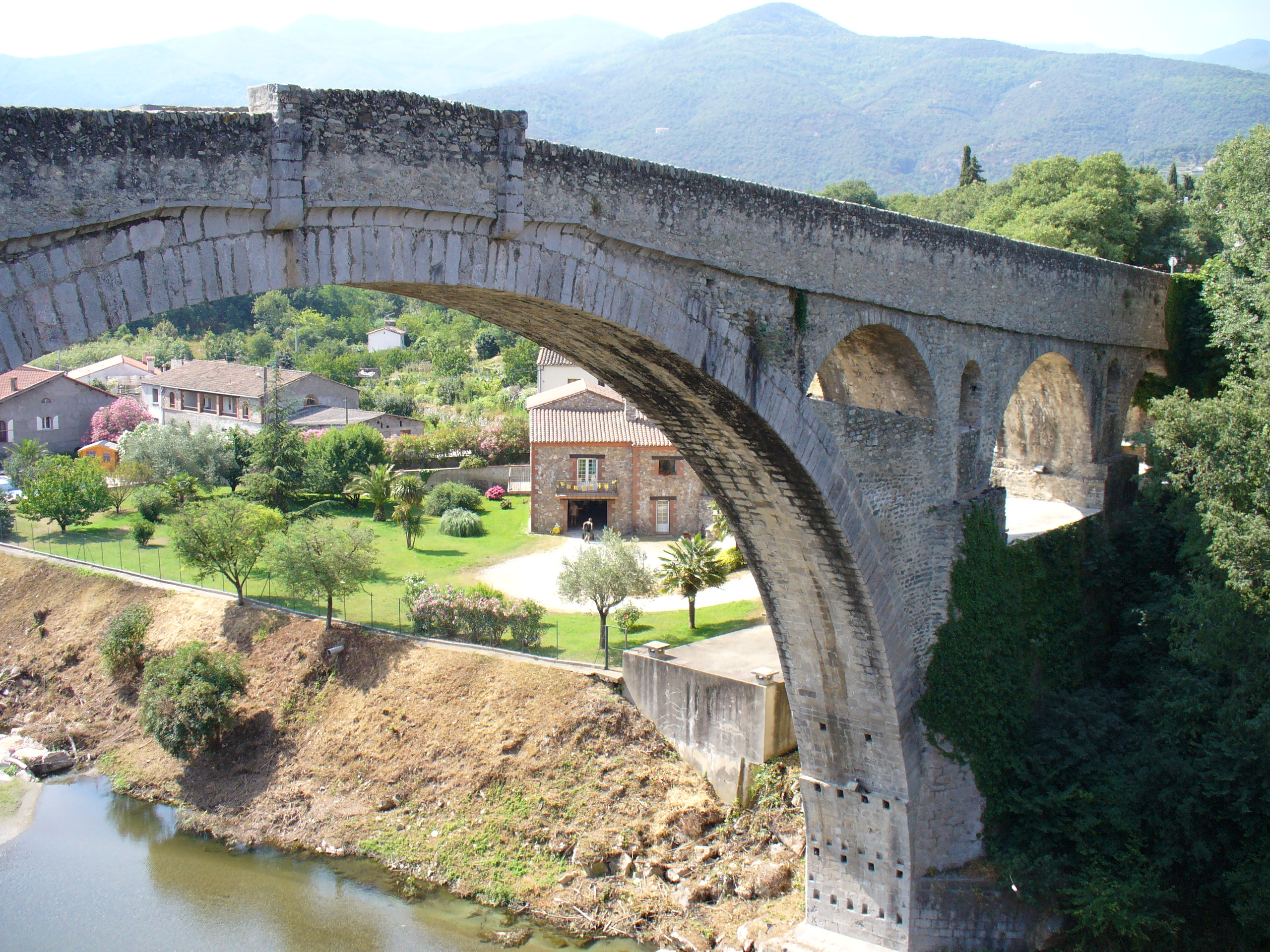
Vista general.

La construcción del puente comenzó en 1321 y terminó en 1341. Se construyó gracias a los fondos de la ciudad de Céret, ayudados por los pueblos vecinos. Fue parcialmente reconstruido en el siglo XVIII.
Entre 1718 y 1762 se procedió a varias reparaciones. Se comenzó con la rehabilitación del contrafuerte del sur. En 1735 se rehabilitó la calzada, se sellaron las grietas y se elevaron los muros de cabecera y los contrafuertes. Estas obras se terminaron seis años más tarde. En 1750 se puso en marcha la refacción de los muros de contención del puente de la avenida del lado de Perpiñán mientras que en 1762 se procedió a la misma refacción del lado de Ceret.
El gobierno francés lo clasificó como monumento histórico en 1840.

## Leyenda

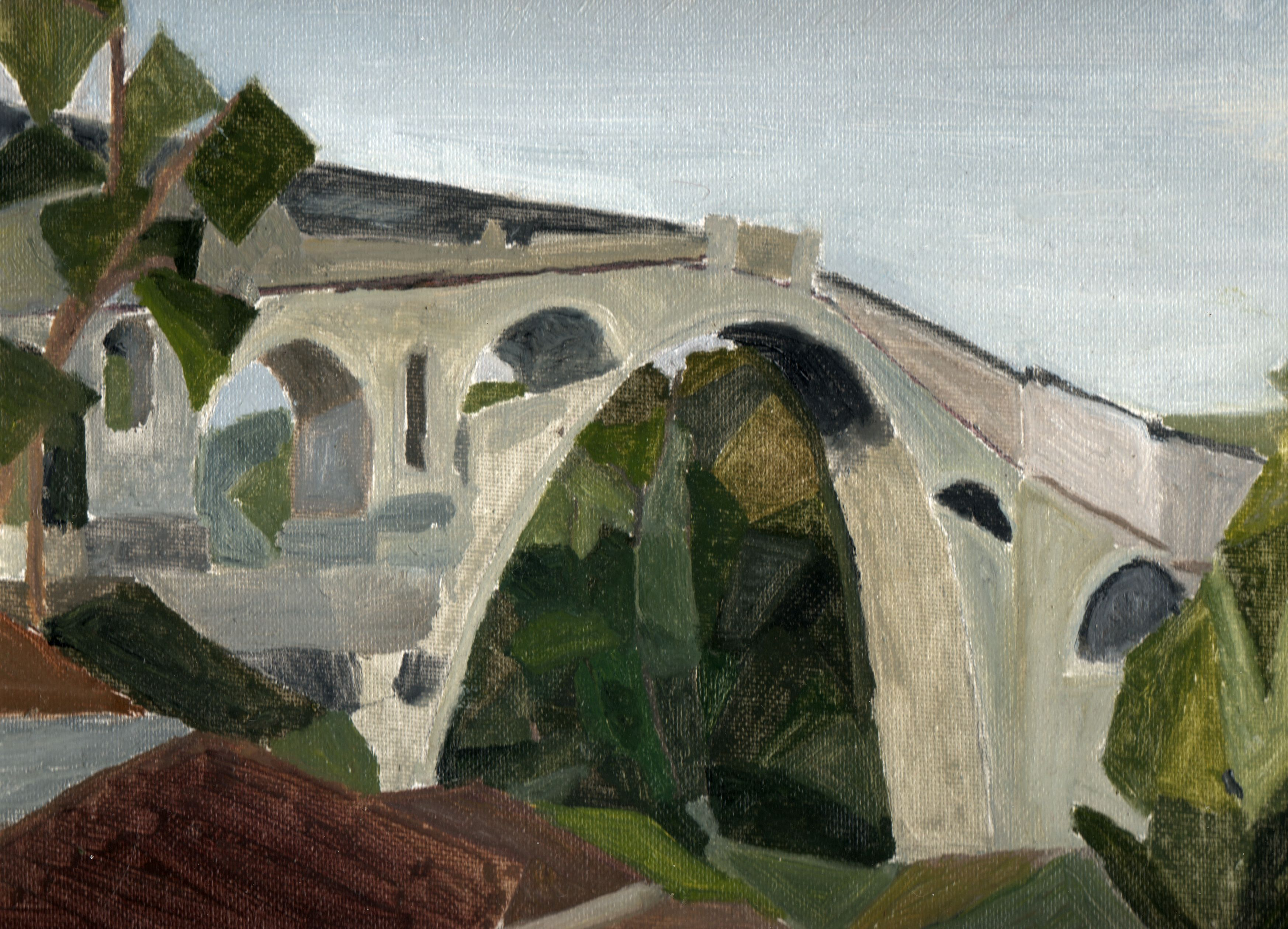
Puente del Diablo.

La leyenda de Ceret parece bastante a otras leyendas que atribuyen la construcción de ciertos puentes al Diablo. Existan diversas variantes que tienen muchos elementos comunes con la de Ceret al siglo XIV.

Los ceretanos querían construir un puente de piedra para cruzar el Tec, pero los orillas del río eran muy abruptas. Consultaron a todos los ingenieros del país pero después de haber visto el lugar, los numerosos expertos declararon que el proyecto era imposible. Un de ellos, sin embargo, después de haber dudado mucho, y atraído por el dinero que se ofrecía, afirmo que construiría el puente, y se comprometió a acabarlo en un año.  El ingeniero se puso a trabajar, elaborando planos y empezando las obras. Rápidamente, las bases del puente y el arco fueron construidas, pero, durante una crecida importante del río, todo fue destruido. A pesar de la gran decepción, el ingeniero se puso de nuevo a construir el puente, y, al cabo de seis meses, el puente ya cruzaba el Tec, listo para terminarse la semana siguiente. Todos estaban felices de ver el puente casi acabado pero, de repente, el arco cayó. La gente se puso furiosa, y acusaron el ingeniero de ser responsable de estas desgracias. Le dijeron que si no acababa el puente en los seis meses siguientes, lo ahorcarían. Una vez más, el ingeniero se puso a construir el puente, y hasta el último día, todo se desarrolló bien. Desgraciadamente, durante la noche del ultimo día, estalló una tormenta. El río creció, hasta hacer caer el puente de nuevo. Desesperado, el ingeniero huyó y se refugió en las sierras para escaparse del furor de los aldeanos. Mientras subía, encontró un hombre, alto, seco, que le cogió el brazo:
- ¿Dónde vas?
- Qué te importa. Déjame pasar.
- Sé quien eres, y te quiero salvar la vida.
- Pero tú ¿quién eres?
- Eso da igual. Esta noche, a medianoche, el puente será construido de nuevo. Pero tendrás que cumplir una condición.
- ¿Cuál es?
- Tendrás que darme la primera criatura que cruce el puente.

Espantado, el ingeniero aceptó la condición del hombre, sospechando que fuese el diablo, porque solo el demonio puede construir un puente en unas horas. El diablo desapareció cuando el ingeniero aceptó el acuerdo. El ingeniero volvió a su casa, y empezó a meditar lo que tenía que hacer. A las once, cuando todos dormían, el ingeniero se dirigió a las orillas del río con un bolso grande sobre la espalda. Cuando llegó, vio el diablo trabajando rápidamente en la construcción. Lo hacía muy hábilmente, ligando los materiales para formar de nuevo el arco y consolidar el puente. Cuando llegó la medianoche, el puente estaba acabado. Inmediatamente, el ingeniero sacó de su bolso un gato negro con una olla atada a su colla. Mientras que el diablo estaba poniendo la última piedra, la piedra angular, se paró cuando oyó pasar al animal. Dejó caer la piedra que tenía en la mano, y quiso coger al gato, que confundió con un caballero con armadura. Cuando se dio cuenta de la trampa, el demonio gritó y desapareció inmediatamente. Hasta hoy todavía, falta esa piedra.

## El puente en los artes
El puente de Ceret ya se cita en una vieja copla pirenaica:

¡Ay, adiós, puente de Ceret, estás hecho todo de una arcada, del mar a Canigó, no tiene voces que una vez!

Jacinto Verdaguer se inspiró de esta tradición popular y la integró a los versos siguientes del Canto VII de Canigó:

Tú, que de una zancada pasas el Tec, abre tu ojo de piedra, puente de Ceret, que de hijos de Mahoma no verás más.
Canto VII de Canigó', Jacinto Verdaguer 

Este puente fue pintado por Cézanne y también aparece en las pinturas de Auguste Herbin. Una escena de la película francesa "El jorobado" de André Hunebelle se filmó en el puente, cuando se ven a tres asesinos que van a España para eliminar Lagardère (Jean Marais) y la hija del duque de Nevers.